# Pieszyce
Pieszyce (en allemand : Peterswaldau) est une ville polonaise, située dans le powiat de Dzierżoniów de la région de Basse-Silésie, au sud-ouest du pays.

## Géographie
La ville se trouve au pied nord des Góry Sowie (« monts des Hiboux »), à 40 kilomètres au nord-est de la frontière tchèque et à 70 kilomètres au sud-ouest de Wrocław (4e ville de Pologne en population).

## Histoire
Le village se développera au cours de la colonisation germanique dans la première moitié du XIIIe siècle. Les domaines appartenaient au duché de Silésie ; vers 1290, ils passaient au duc Bolko Ier de Świdnica. Après la mort du duc Bolko II le Petit en 1368, le duché de Schweidnitz fut incorporé dans les pays de la couronne de Bohême sous le règne du roi Venceslas.

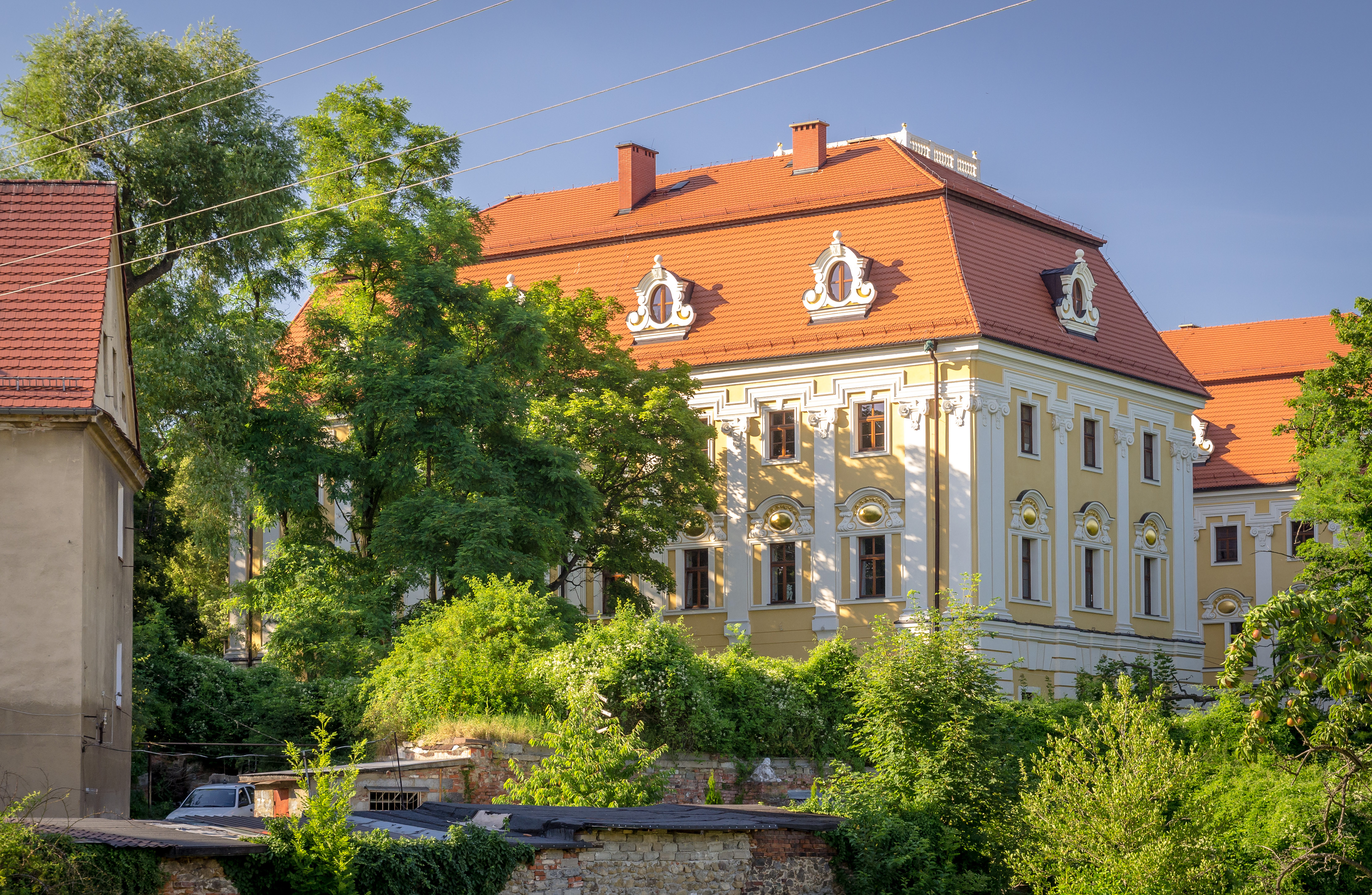
Le château de Pieszyce.

Au début des temps modernes, Peterswaldau devint un centre de l'artisanat régional des tisserands. En 1721, le terrain a été acquis par Erdmann II de Promnitz, l'un des
membres du conseil des ministres de l'électeur Auguste le Fort. En 1742, il fut rattaché au royaume de Prusse à la suite de la première guerre de Silésie. Le domaine entra en possession du comte Christian-Frédéric de Stolberg-Wernigerode en 1765. 
À la suite du congrès de Vienne en 1815, la ville est incorporée à l'arrondissement de Reichenbach dans le district de Reichenbach au sein de la Silésie prussienne. Vers la fin de la Seconde Guerre mondiale en 1945, elle fut conquise par l'Armée rouge à la fin de la Seconde Guerre mondiale et rattachée à la république de Pologne. La population germanophone restante était expulsée.

## Jumelages
La ville de Pieszyce est jumelée avec :
- Schortens (Allemagne) depuis 2004
- Świecie (Pologne)

## Personnalités liées à la commune
- Anna de Stolberg-Wernigerode (1819-1868), diaconesse.